# Takoha niama nidzie
Takoha niama nidzie (biał. Такога няма нідзе, pol. Tego nie ma nigdzie) – kompilacja dwunastu utworów autorstwa białoruskiego muzyka Lawona Wolskiego, wydana 30 grudnia 2009 roku nakładem wytwórni West Records. Wydawnictwo, utrzymane w stylistyce lat 60. XX wieku, składa się z płyty CD z utworami oraz DVD z klipami do jedenastu z nich, tekstami i fotografiami. Prezentacja albumu odbyła się 26 stycznia 2010 roku w mińskiej restauracji Kamianica.

## Lista utworów
| Nr  | Tytuł utworu                                                        | Oryginalna pisownia tytułu | Długość |
| --- | ------------------------------------------------------------------- | -------------------------- | ------- |
| 1.  | „Takoha niama nidzie” (Uładzimir Puhacz, Lawon Wolski)              | «Такога няма нідзе»        | 3:33    |
| 2.  | „Nie paśpiawaju” (The Anyway!)                                      | «Не пасьпяваю»             | 2:57    |
| 3.  | „Suwory tata” (Swiatłana Zielankouskaja)                            | «Суворы тата»              | 3:44    |
| 4.  | „Dżejms Bond” (Wital Artyst)                                        | «Джэймс Бонд»              | 3:42    |
| 5.  | „Ryksza” (Aleh Chamienka, Kacia Pytlewa)                            | «Рыкша»                    | 3:22    |
| 6.  | „Jahuar” (Andrej Dziarkou, Maryna Hrycuk)                           | «Ягуар»                    | 3:21    |
| 7.  | „Rola hieroja” (Pawieł Bułatnikau, Lawon Wolski)                    | «Роля героя»               | 4:09    |
| 8.  | „Moj kapitan” (Hanna Chitryk)                                       | «Мой капітан»              | 3:22    |
| 9.  | „Wiedźmy” (Swiatłana Zielankouskaja, Wolha Samusik, Zoja Karalczuk) | «Ведзьмы»                  | 2:50    |
| 10. | „Dziakuj tabie” (Aleh Harbuz)                                       | «Дзякуй табе»              | 3:40    |
| 11. | „Hety czas” (Rusia, Andrej Takindang)                               | «Гэты час»                 | 4:33    |
| 12. | „Daj mnie znak” (Lawon Wolski)                                      | «Дай мне знак»             | 4:51    |
|     |                                                                     |                            | 44:04   |

## Twórcy
- Lawon Wolski – teksty, muzyka
- Maciej Saburau – reżyseria klipów
- Andrej Babrouka – dźwięk
- Ihar Nazaranka, Wolha Kuźmicz – design
- Alaksandr Kanatop, Juryj Siduch – fotografie
- Hanna Wolskaja – producent[6]